# Osiedle Wejhera

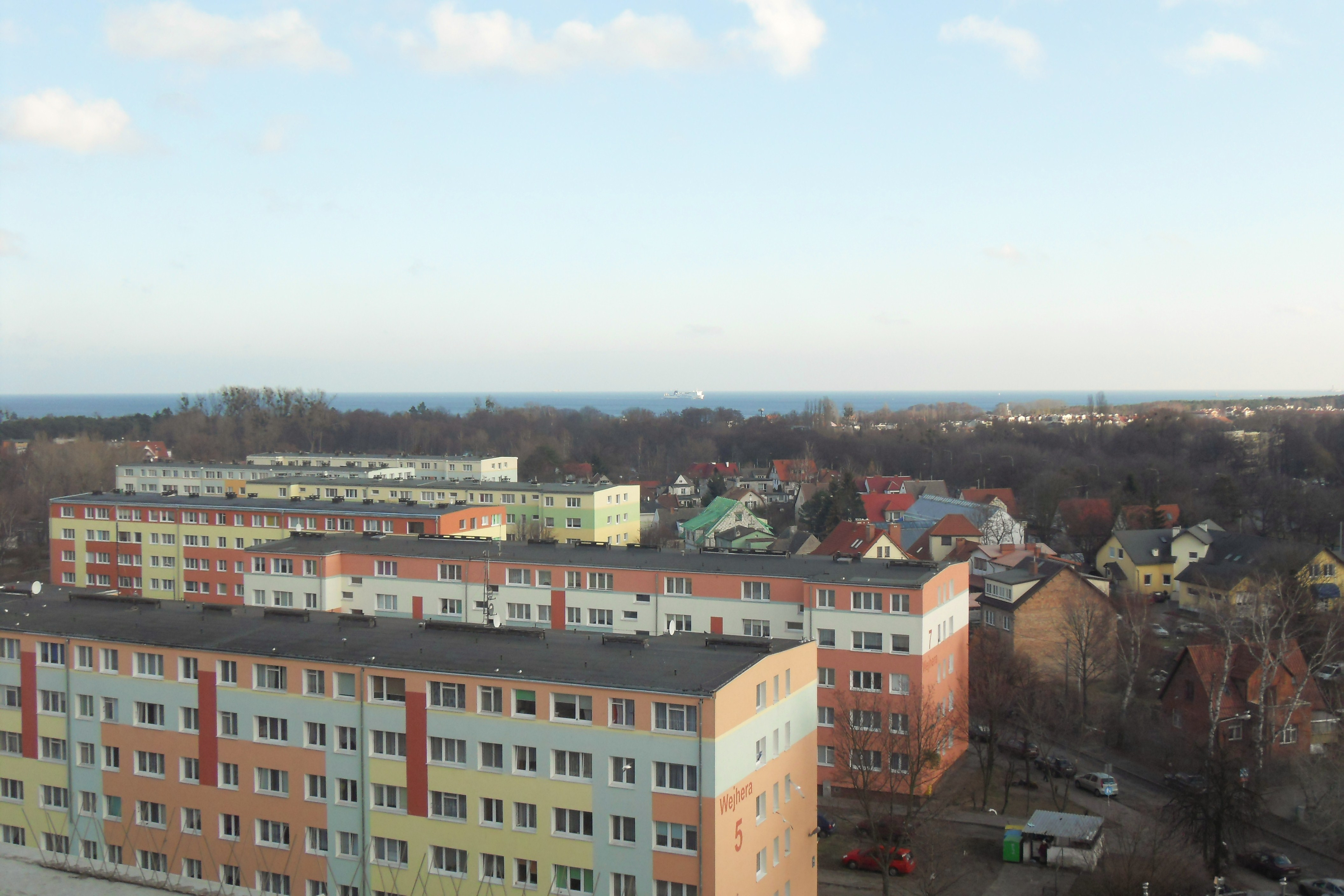
Panorama osiedla

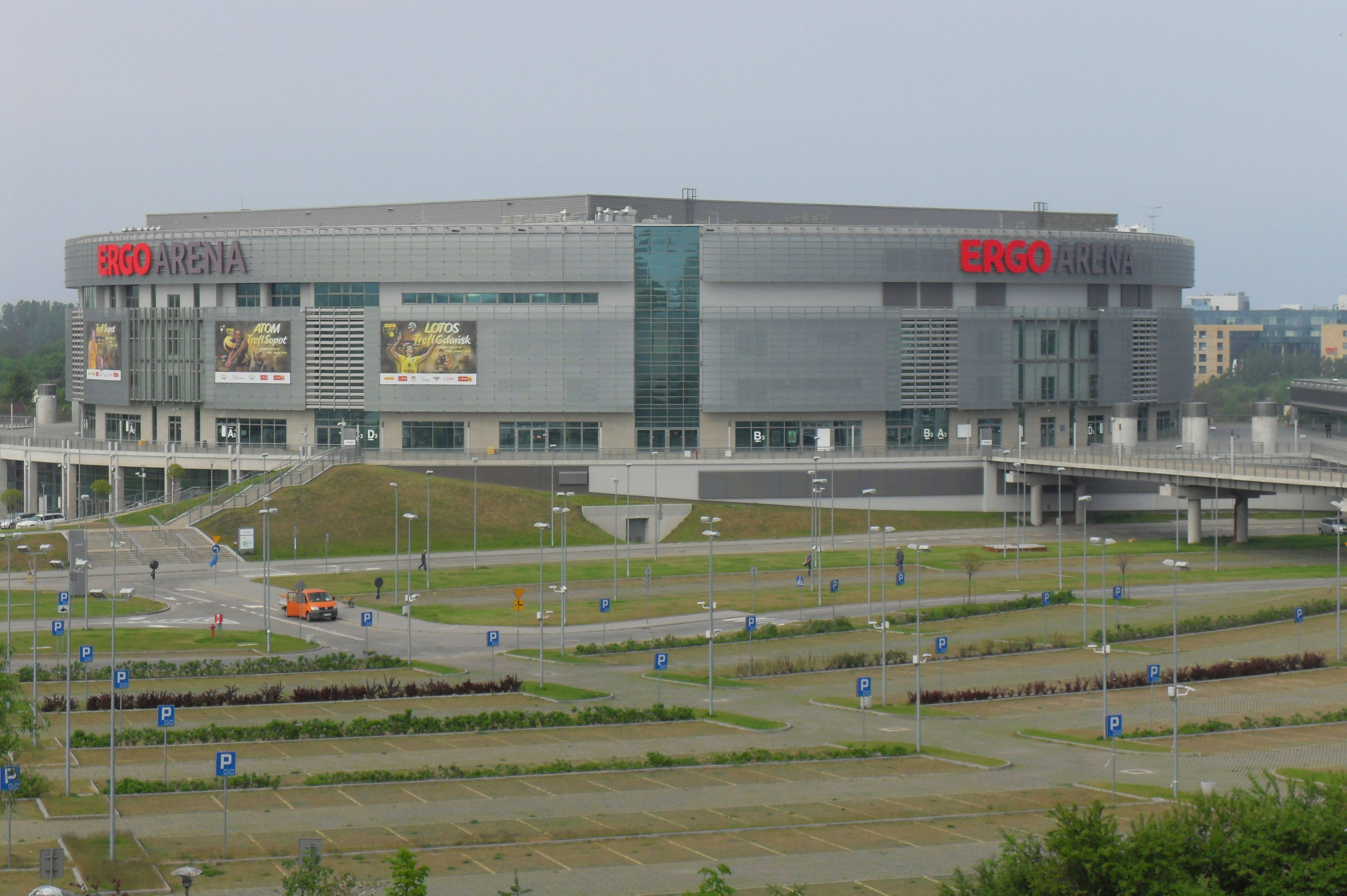
Hala Ergo Arena na granicy Gdańska i Sopotu

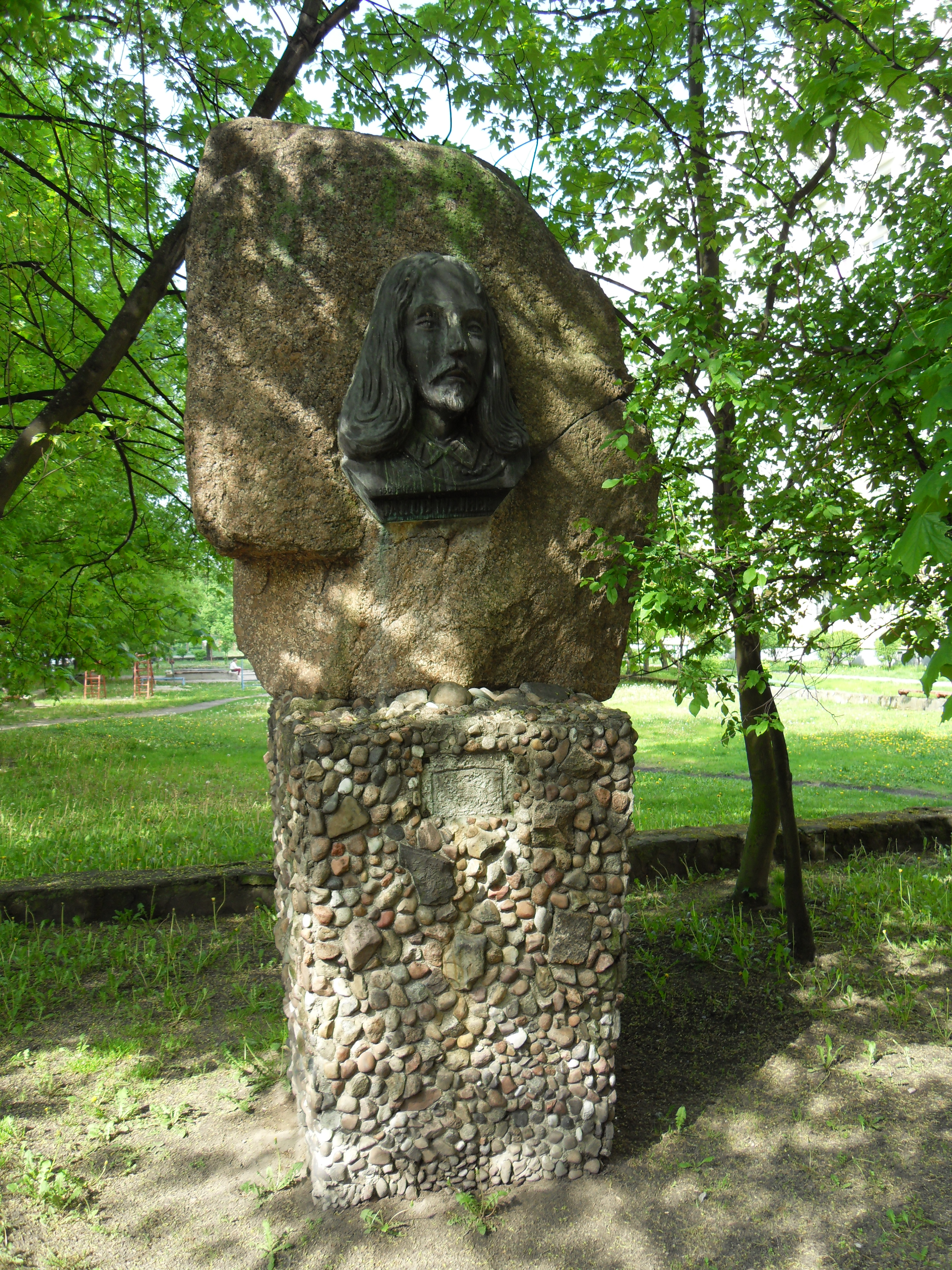
Pomnik Jakuba Wejhera

Osiedle Wejhera – obszar w Gdańsku, część dzielnicy administracyjnej Żabianka-Wejhera-Jelitkowo-Tysiąclecia. 

## Historia
Nazwę zawdzięcza Jakubowi Wejherowi.
Spółdzielnia Mieszkaniowa Osiedle Młodych przystąpiła w 1966 do budowy osiedla przy ul. Wejhera i ul. Pomorskiej.

## Położenie
Osiedle graniczy od północy z Sopotem, a konkretnie z Karlikowem. Osiedle często kojarzone jest z Jelitkowem, z którym graniczy od wschodu. Od południa graniczy z Osiedlem Tysiąclecia, od zachodu z Żabianką.

## Komunikacja
Osiedle ograniczone jest od południa ul. Pomorską, po której kursują tramwaje. Komunikację zapewniają także  autobusy miejskie, a na granicy z Sopotem także linia trolejbusowa 31.

## Obiekty
- Ergo Arena
- Szkoła Podstawowa nr 77